# Z/VSE
z/VSE (Virtual Storage Extended) ist ein Betriebssystem für IBM-Mainframe-Computer. Die Entwicklung fand hauptsächlich in Böblingen in Deutschland bei der IBM Deutschland Research & Development GmbH statt. Es ist nicht so weit verbreitet wie z/OS und wird meist auf kleineren Systemen verwendet. z/VSE ist der Nachfolger von VSE/ESA, VSE/SP, DOS/VSE, DOS/VS und DOS/360. Die Wurzeln von z/VSE liegen also in den 1960er Jahren und dem System/360.

## Beschreibung
Im Jahr 2021 erwarb die Firma 21st Century Software Inc den Code von IBM und vertreibt ihn als Nachfolger von z/VSE unter dem neuen Namen VSEn.
Seit dem 1. Dezember 2017 war der neueste Release 6.2 des IBM Z Betriebssystems verfügbar, ist aber seit 30. September 2023 End of Service.
Mit z/VSE V5.1 wurde erstmals 64-bit-virtual-Adressierung unterstützt. Am 7. April erfolgte die Ankündigung von z/VSE Version 5.2. Diese Version war am 25. April 2014 verfügbar.
z/VSE unterstützte ursprünglich nur 24-Bit-Adressierung. Als sich die darunter liegende Hardware weiterentwickelte, führte auch z/VSE Unterstützung für 31-Bit-Adressierung ein. Im März 2007 hat IBM die z/VSE-Version 4 veröffentlicht. z/VSE Version 4 unterstützt die z/Architecture und damit 64 bit reale Adressierung.
IBM empfiehlt Kunden weiterhin, neben dem z/VSE ein Linux-on-System z auf demselben System laufen zu lassen. Dieses 64-Bit-Linux-System kann z/VSE-Anwendungen erweitern und auf z/VSE-Anwendungen und Daten über HiperSockets zugreifen. Außerdem kann auf Linux-on-System z eine Vielzahl von Middleware-Produkten verwendet werden.
Die Schnittstelle für Batch-Prozesse ist JCL (Job Control Language). Ebenso gibt es eine Schnittstelle für z/VSE-Konsole-Operatoren. CICS ist eines der am weitesten verbreiteten Transaktions-Monitore und ist sehr verbreitet bei z/VSE-Kunden. CICS unterstützt heute auch neueste Innovationen wie z. B. Web-Services. Mit z/VSE V6.1 wurde eine neue CICS Version eingeführt. DB2 ist auch für z/VSE verfügbar.
z/VSE unterstützt ebenso wie z/OS traditionelle 3270-Terminals als Benutzerschnittstelle. Die meisten Kunden haben aber inzwischen damit begonnen, Zugriffe mittels Webbrowser zu ihren Anwendungen zu realisieren. Die TCP/IP-Implementierung ist aus historischen Gründen ein separat zu bezahlendes Produkt und wird in zwei verschiedenen Versionen von zwei Softwareherstellern angeboten. Die meisten Kunden verwenden heute TCP/IP.
Das Betriebssystem z/VSE feierte im Oktober 2015 bereits seinen 50. Geburtstag. Mit z/VSE 4.1 führte IBM die 64-bit-real-Adressierungen ein. Die Mitte 2009 abgekündigte Version z/VSE 3.1 war die letzte mit 31-Bit-Mainframes kompatible Version, nachfolgende Versionen ab Version 4.1 benötigen einen 64-Bit-fähigen Mainframeserver.

## Versionen

### VSE/SP
- 15. Juni 1985: VSE/SP V2.1[2]
- 30. Juni 1987: VSE/SP V3.1[2]
- 7. Juli 1998: VSE/SP V4.1[2]

### VSE/ESA
- 28. Dezember 1990: VSE/ESA V1.1[2]
- 28. September 1991: VSE/ESA V1.2[2]
- 3. Dezember 1993: VSE/ESA V1.3[2]
- 16. Juni 1995: VSE/ESA V1.4[2]
- 21. April 1995: VSE/ESA 2.1[2]
- 13. September 1996: VSE/ESA Version 2 Release 2.0 (Jahr 2000 Unterstützung)[2]
- 12. Juli 1997: VSE/ESA Version 2 Release 3.0[2]
- 25. Juni 1999: VSE/ESA Version 2 Release 4[2]
- 29. September 2000: VSE/ESA Version 2 Release 5[2]
- 14. Dezember 2001: VSE/ESA Version 2 Release 6[2]
- 14. März 2003: VSE/ESA Version 2 Release 7[2]

### z/VSE
- 4. März 2005: z/VSE 3.1[2]
- 16. März 2007: z/VSE 4.1[2]
- 17. Oktober 2008: z/VSE 4.2[2]
- 26. November 2010: z/VSE 4.3[2]
- 25. November 2011: z/VSE 5.1[2]
- 25. April 2014: z/VSE 5.2[3]
- 28. November 2015: z/VSE 6.1[4]
- 1. Dezember 2017: z/VSE 6.2